# Еврейское кладбище (Устшики-Дольне)
Еврейское кладбище в Устшики-Дольне (пол. Cmentarz żydowski w Ustrzykach Dolnych) — киркут еврейской общины, существовавшей ранее в городе Устшики-Дольне и окрестностях и подчинявшейся городскому кагалу. Кладбище находится в южной части города. Сильно пострадало во время Второй мировой войны.

## История
Еврейское кладбище в городе Устшики-Дольне было основано в XVIII веке, однако точный год основания неизвестен.
Основание кладбища связано с развитием местной еврейской общины. Первые упоминания о евреях в городе относятся к XVII веку, а увеличение численности еврейского населения произошло во второй половине XIX века после установления железнодорожного сообщения города с Пшемыслом, Кошицами, Яслом, Кросном и Саноком. В 1900 году евреи составляли уже 61 % населения города. Вначале евреи города относились к кагалу в Леско, затем в 1777 году был основан местный малый кагал. Появление самостоятельной общины относится к 30-м годам XIX века. Неизвестно, где местные евреи хоронили своих умерших до основания кладбища. Предполагается, что захоронения совершались на еврейском кладбище в Леско, но также возможно, что евреи хоронили своих умерших на месте современного кладбища ещё до его официального создания.
Нет точных сведений и об использовании кладбища во время Первой мировой войны. Возможно, что на нём производились захоронения павших воинов-евреев противоборствующих армий.
Кладбище было практически полностью уничтожено немцами во время Второй мировой войны. Часть мацевот была ими использована для мощения улиц и строительства мостов. В 1993 и 1995 годах во время проведения ремонта улиц города было обнаружено несколько десятков мацевот, которые были возвращены на кладбище. Во время Второй мировой войны на кладбище проводились массовые казни еврейского населения, захоронение жертв и расстрелы евреев, бежавших во время их транспортировки в концентрационный лагерь около села Белжец. Эти расстрелы происходили в январе (24 человека) и августе (несколько сот человек) 1943 года.
До возвращения города Польше в 1951 году по соглашению об изменении границ кладбище находилось на территории Советского Союза. Нет точных данных о захоронениях в этот период, но допускается, что на кладбище могли быть погребены останки казнённых нацистами устшицких евреев из общей могилы в Бжегах Дольных. После войны лишившееся опеки кладбище было забыто и постепенно пришло в упадок.

## Месторасположение
Кладбище находится в южной части города. Несмотря на то, что оно приписано к улице Януша Корчака, нет возможности добраться до территории кладбища по какой-либо из улиц города, как только через поля от улицы Железнодорожной.
Кладбище в плане представляет собой неправильный прямоугольник, расположено на северном склоне горы Громаджин. На север от кладбища находятся железнодорожные пути Линии № 108, на восток — поля и стадион местной футбольной команды, на юг — поля, а на запад — безымянный ручей, являющийся притоком реки Стрвяж.
Площадь киркута 0,8 гектар. Участок не огорожен, на его границах с востока и юга растут ряды лип. Неизвестно, как был огорожен киркут до Второй мировой войны. Не сохранилось и следа кладбищенского молитвенного дома, некогда находившегося на юго-западном краю кладбища. Нет сведений о точном местоположении входа на кладбище до войны.

## Современное положение
В настоящее время сохранность киркута достаточно хорошая. Частично он покрыт зарослями, затрудняющими его посещение. В 2006 году была проведена инвентаризация кладбища. Некрополь находится под опекой учеников Гимназии № 1, которые в 2006 году привели в порядок большую часть территории. Учениками Гимназии № 1 было описано 237 мацевот и инвентаризовано ещё 50 с неразборчивыми надписями. Работа школьников проводилась в рамках проекта «Наша общая земля» программы «Толерантность — Что-то общее, что-то разное», которую поддерживал фонда имени Стефана Батория.
По сведениям из разных источников, сохранилось от около 20 до 50, 80, 237, 240, до 250 или даже около 300 мацевот (надгробий).
Старейшая сохранившаяся мацева относится к XVIII веку. Существующие источники не дают информации о наиболее новой из сохранившихся мацевот, упоминая только, что на кладбище есть памятники XX века. Большинство мацевот изготовлены из известняка, и на них вырезаны надписи на еврейских языках. Они установлены лицевой стороной на восток или на запад. На некоторых сохранились следы раскрашивания. По-видимому, на кладбище не было определённого порядка захоронения. Большинство сохранившихся мацевот находятся в южной части около её западного и восточного краёв. Большая часть мацевот поросла мхом. Часть из них сильно повреждена, и надписи на них прочитать невозможно. Некоторые перевёрнуты и лежат лицом к земле. Всё это затрудняет прочтение посвящений.
Осенью 2006 года был организован туристический маршрут из центра города к кладбищу, а на его территории установлена памятная доска.

## Комментарии
1. ↑  Об основании киркута в XVIII веке упоминается в: W. Litwin, M. Mańko, S. Mańko. Ustrzyki Dolne. Szlak Chasydzki.; Ustrzyki Dolne (пол.). kirkuty.xip.pl. Дата обращения: 3 ноября 2014.; Ustrzyki Dolne, podkarpackie (пол.). Fundacja Ochrony Dziedzictwa Żydowskiego. Дата обращения: 3 ноября 2014. M. Гоштила и M. Прокса датируют старейшую сохранившуюся мацеву второй половиной XVIII века (см. Gosztyła, Marek. Kirkuty Podkarpacia // Marek Gosztyła, Michał Proksa. Archiwum Państwowe w Przemyślu, Przemyskie Towarzystwo Archiwistyczne «Archiwariusz» w Przemyślu. — Przemyśl, 2001. — ISBN 8388172433.). XIX веком датирует кладбище Бурхард  (Burchard P. Pamiątki i zabytki kultury żydowskiej w Polsce. — Warszawa, 1990. — S. 230.); Ustrzyki Dolne (пол.). Żydowski Instytut Historyczny. Архивировано 18 августа 2007 года. Кладбище уже существовало в 1870 году, но дата его основания не упоминается, см. в: Potocki A. Żydzi w Podkarpackiem. — Rzeszów, 2004. — S. 192—194. — ISBN 83-89183-05-6., Potocki A. Bieszczadzkie Judaica. — Rzeszów, 2007. — S. 121—126. — ISBN 83-60234-21-3.. Кладбище обозначено на австрийских картах 1852 года, см.: A. Potocki. Cmentarz żydowski w Ustrzykach Dolnych (пол.). Muzeum Historii Żydów Polskich POLIN. Дата обращения: 13 ноября 2014. В Szlakiem żydowskich zabytków Podkarpacia / red. T. A. Olszański. — Warszawa, 1985. — S. 33. указывается, что старейшие мацевот относятся к XIX веку.
2. ↑  См. карты: Ustrzyki Dolne. Pas 51 Słup 35. Skala 1:100 000. Wojskowy Instytut Geograficzny. Дата обращения: 3 ноября 2014. Архивировано из оригинала 14 июля 2014 года.; Bieszczady. Mapa dla wytrawnego turysty. Skala 1:60 000 / red. W. Krukar. — Krosno, 2008—2009. и схему в: Gosztyła, Marek. Kirkuty Podkarpacia // Marek Gosztyła, Michał Proksa. Archiwum Państwowe w Przemyślu, Przemyskie Towarzystwo Archiwistyczne «Archiwariusz» w Przemyślu. — Przemyśl, 2001. — ISBN 8388172433..
3. ↑  Сайт kirkuty.xip.pl (Ustrzyki Dolne (пол.). kirkuty.xip.pl. Дата обращения: 13 ноября 2014.) указывает площадь территории в несколько гектар. M. Gosztyła, M. Proksa (Gosztyła, Marek. Kirkuty Podkarpacia // Marek Gosztyła, Michał Proksa. Archiwum Państwowe w Przemyślu, Przemyskie Towarzystwo Archiwistyczne «Archiwariusz» w Przemyślu. — Przemyśl, 2001. — ISBN 8388172433.) — площадь в 70 ар.
4. ↑  Дом молитвы и прощания указан на: Ustrzyki Dolne. Pas 51 Słup 35. Skala 1:100 000 / oprac. Wojskowy Instytut Geograficzny. — Warszawa, 1938.